# Itsuko Hasegawa

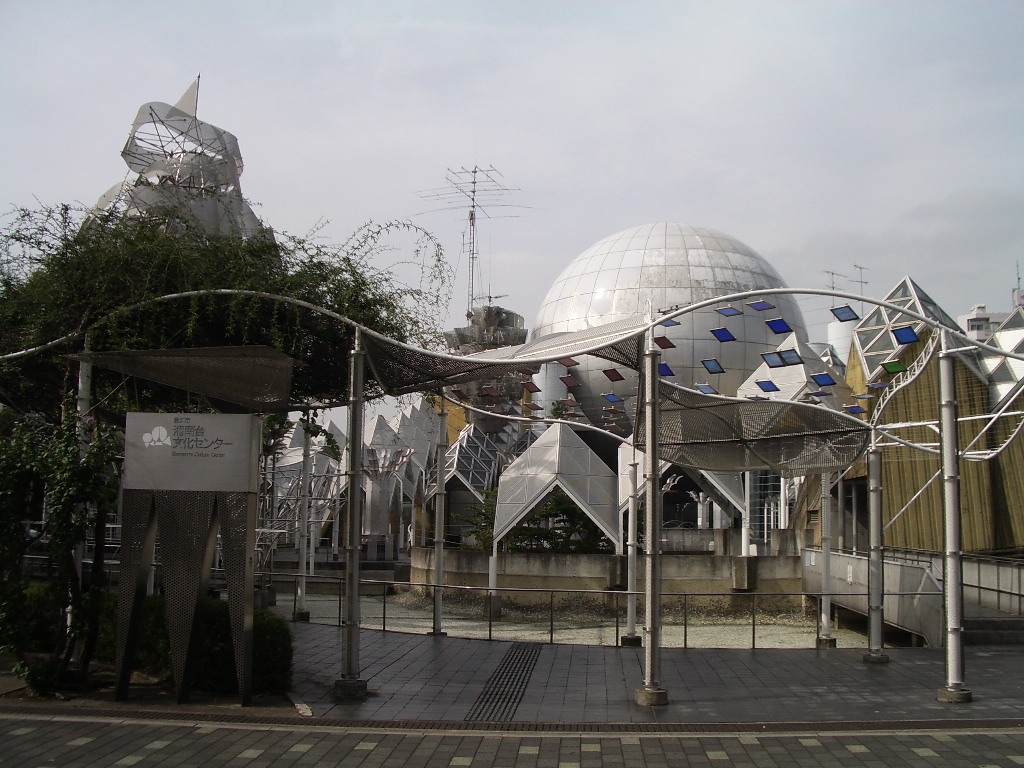
Il Shonandai Cultural Center di Fujisawa, progettato da Itsuko Hasegawa nel 1986

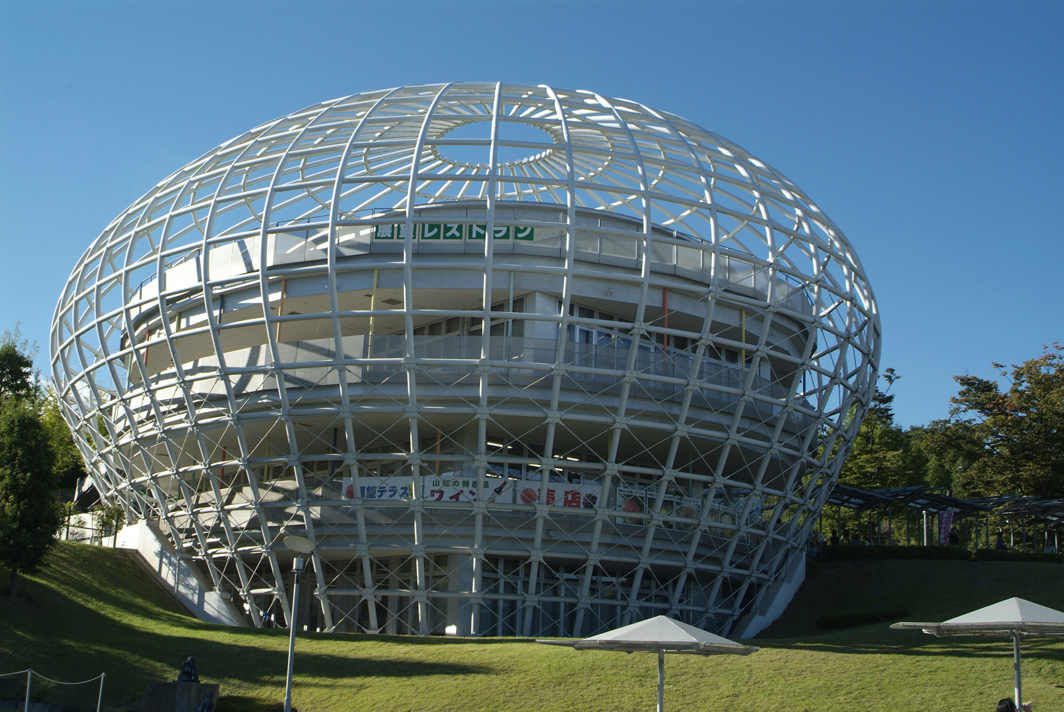
Il Museo della frutta a Yamanashi

Hasegawa Itsuko (長谷川 逸子?, Hasegawa Itsuko; Yaizu, 1941) è un architetto giapponese.

## Biografia
Nata a Yaizu, nella prefettura di Shizuoka, nel 1941, ha studiato architettura presso l'Università Kanto Gakuin di Yokohama, dove si è laureata nel 1964. Dopo la laurea e fino al 1969 ha lavorato con l'architetto giapponese Kiyonori Kikutake, quindi si è specializzata per due anni al Istituto di tecnologia di Tokyo e tra il 1971 e il 1978 ha lavorato presso l'istituto come assistente di Kazuo Shinohara.
Nel 1979 ha aperto il proprio studio di architettura, dedicandosi alla progettazione sia di abitazioni unifamiliari sia di edifici pubblici e complessi polifunzionali. Il suo stile mostra caratteristiche fortemente tecnologiche, che si discostano dai canoni dell'architettura tradizionale giapponese.
Il suo lavoro ha iniziato ad essere acclamato a livello nazionale nel 1986, dopo aver vinto il concorso per la progettazione del Shonandai Cultural Center di Fujisawa, centro culturale costruito quattro anni più tardi che comprende un museo della scienza per bambini e un planetario attrezzato con 160 posti a sedere.
Negli anni successivi è stata incaricata del progetto di un gran numero di opere in tutto il paese, come la Bizen Hall di Shizuoka (per il cui progetto ha vinto il premio per il design Architectural Institute of Japan nel 1986), la Sumida Culture Factory di Tokyo (centro polifunzionale che comprende uno spazio espositivo, un planetario, una biblioteca e una sala polivalente), il Museo della frutta a Yamanashi, il centro per le arti rappresentative a Niigata e il Fukuroi Workshop Centre a Shizuoka.
Nel 1997 è eletta membro onorario del Royal Institute of British Architects, nel 2001 è stata insignita della laurea onoraria dell'University College a Londra e nel 2006 è stata nominata membro onorario dell'American Institute of Architects. Nel 2018 ha vinto la prima edizione dell'Architecture Prize indetto dalla Royal Academy of Arts di Londra.

## Opere principali

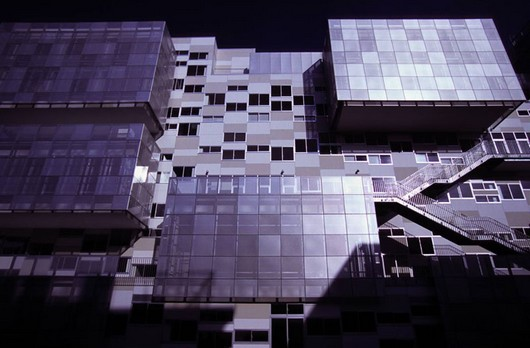
La Taisen High School

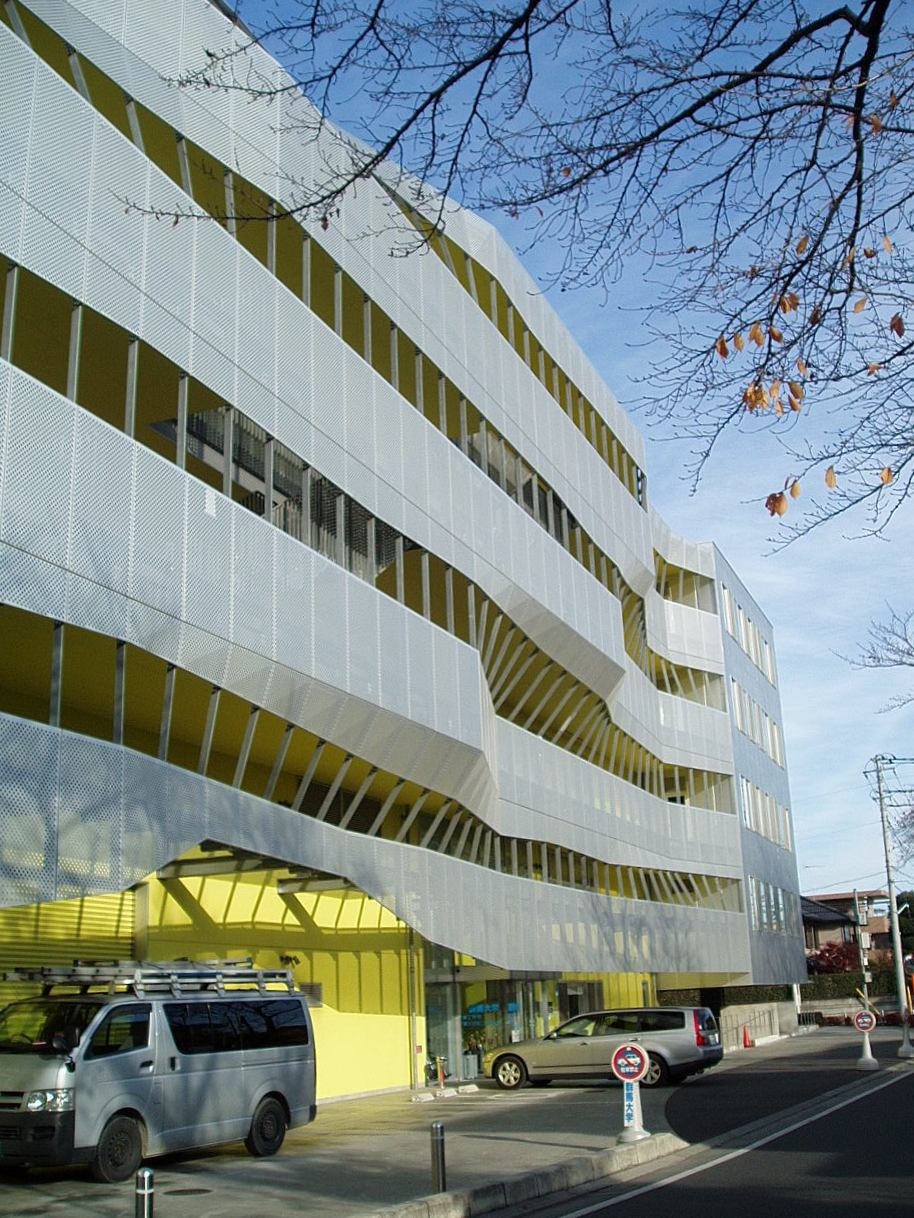
Il Techno Plaza Ota

Tra i suoi progetti è possibile citare:
- 1984 - Bizan Hall a Shizuoka
- 1986 - Sugai internal clinic a Matsuyama
- 1990 - Shonandai Cultural Center a Fujisawa
- 1994 - Sumida culture factory a Tokyo
- 1995 - Museo della frutta a Yamanashi
- 1995 - Ginnasio dell'università della prefettura di Shiga a Hikone
- 1995 - Seaside Botanical Garden di Himi
- 1998 - Centro per le arti rappresentative a Niigata
- 2001 - Fukuroi Workshop Center a Shizuoka
- 2004 - Taisei junior/senior high school a Shizuoka
- 2006 - Suzu Performing Arts Center a Suzu nella Prefettura di Ishikawa
- 2008 - Techno Plaza Ota dell'Università di Gunma a Ōta

## Riconoscimenti
- 1986 - Premio per il design dell'Architectural Institute of Japan per il progetto della Bizan Hall di Shizuoka.
- 1986 - Japan Cultural Design Award
- 2000 - Japan Art Academy Award
- 2018 - Royal Academy Architecture Prize 2018